# Edward Herrmann
Edward Kirk Herrmann (Washington, 21 luglio 1943 – New York, 31 dicembre 2014) è stato un attore statunitense.
È noto per aver interpretato il ruolo di Richard Gilmore nella serie televisiva Una mamma per amica.

## Biografia
Edward Kirk Herrmann si laureò nel 1965 alla Bucknell University e, successivamente, studiò alla London Academy of Music and Dramatic Art di Londra (1968-1969).
Dal fisico imponente e dotato di buone doti interpretative, Edward Herrmann è ricordato per avere interpretato il presidente statunitense Franklin Delano Roosevelt nelle miniserie televisive Eleanor e Franklin (1976) e Eleanor and Franklin: The White House Years (1977). Nella sua lunga carriera, durata oltre 30 anni, vinse un Emmy nel 1999 per la sua apparizione nella serie TV The Practice - Professione avvocati e un Tony Award nel 1976 per la sua performance nello spettacolo La professione della signora Warren di George Bernard Shaw.
Ma il suo ruolo più noto è stato quello di Richard Gilmore, il padre snob ma bonario di Lorelai Gilmore (Lauren Graham) nella celebre serie televisiva Una mamma per amica, in onda dal 2000 al 2007.

## Vita privata
Dopo un lungo fidanzamento, nel 1978 sposò Leigh Curran, dalla quale divorziò nel 1991. Nel 1992 sposò Star Hayner, con cui rimase fino alla morte e dalla quale ebbe due figlie, Ryen e Emma.
Morì il 31 dicembre 2014 per un cancro al cervello, a 71 anni, in un ospedale di New York dove era ricoverato da un mese.
Dopo i funerali il suo corpo è stato cremato e le ceneri vennero sparse presso la sua casa di Sharon, Connecticut.

## Filmografia parziale

### Cinema
- Esami per la vita (The Paper Chase), regia di James Bridges (1973)
- Il grande Gatsby (The Great Gatsby), regia di Jack Clayton (1974)
- Obiettivo "Brass" (Brass Target), regia di John Hough (1978)
- Betsy (The Betsy), regia di Daniel Petrie (1978)
- Gli spostati di North Avenue (The North Avenue Irregulars), regia di Bruce Bilson (1979)
- Reds, regia di Warren Beatty (1981)
- Un po' di sesso (A Little Sex), regia di Bruce Paltrow (1982)
- Annie, regia di John Huston (1982)
- Fuga d'inverno (Mrs. Soffel), regia di Gillian Armstrong (1984)
- La rosa purpurea del Cairo (The Purple Rose of Cairo), regia di Woody Allen (1985)
- Ragazzi perduti (The Lost Boys), regia di Joel Schumacher (1987)
- Overboard - Una coppia alla deriva (Overboard), regia di Garry Marshall (1987)
- Richie Rich - Il più ricco del mondo (Ri¢hie Ri¢h), regia di Donald Petrie (1994)
- Gli intrighi del potere - Nixon (Nixon), regia di Oliver Stone (1995)
- Se mi amate... (Critical Care), regia di Sidney Lumet (1997)
- Down - Discesa infernale (Down), regia di Dick Maas (2001)
- Hollywood Confidential (The Cat's Meow), regia di Peter Bogdanovich (2001)
- Double Take, regia di George Gallo (2001)
- Il club degli imperatori (The Emperor's Club), regia di Michael Hoffman (2002)
- Prima ti sposo poi ti rovino (Intolerable Cruelty), regia di Joel Coen (2003)
- The Aviator, regia di Martin Scorsese (2004)
- Matrimonio per sbaglio (Wedding Daze), regia di Michael Ian Black (2006)
- Factory Girl, regia di George Hickenlooper (2006)
- Relative Strangers - Aiuto! sono arrivati i miei (Relative Strangers), regia di Greg Glienna (2006)
- The Skeptic - La casa maledetta (The Skeptic), regia di Tennyson Bardwell (2009)
- Bucky Larson: Born to Be a Star, regia di Tom Brady (2011)
- Supercuccioli a caccia di tesori (Treasure Buddies), regia di Robert Vince (2012)
- The Town That Dreaded Sundown, regia di Alfonso Gomez-Rejon (2014)

### Televisione
- Eleanor e Franklin (Eleanor and Franklin), regia di Daniel Petrie – miniserie TV (1976)
- Eleanor and Franklin: The White House Years, regia di Daniel Petrie – miniserie TV (1977)
- A cuore aperto (St. Elsewhere) – serie TV, 4 episodi (1984-1986)
- Alfred Hitchcock presenta (Alfred Hitchcock Presents) – serie TV, episodio 2x05 (1987)
- Dolce veleno (Sweet Poison), regia di Brian Grant – film TV (1991)
- Screen One – serie TV, 1 episodio (1993)
- Don't Drink the Water, regia di Woody Allen – film TV (1994)
- The Practice – serie TV, 10 episodi (1997-2001)
- Oz – serie TV, 6 episodi (2000-2003)
- Una mamma per amica (Gilmore Girls) – serie TV, 154 episodi (2000-2007)
- James Dean - La storia vera (James Dean), regia di Mark Rydell – film TV (2001)
- Grey's Anatomy – serie TV, 3 episodi (2007)
- Pete il galletto (Hatching Pete), regia di Stuart Gillard – film TV (2009)
- The Good Wife – serie TV, 5 episodi (2010-2012)
- A Christmas Wish, regia di Craig Clyde – film TV (2011)
- CSI - Scena del crimine (CSI: Crime Scene Investigation) – serie TV, episodio 13x13 (2013)
- How I Met Your Mother – serie TV, episodio 9x06 (2013)
- Perception – serie TV, episodio 3x11 (2015)

## Doppiatori italiani
Nelle versioni in italiano delle opere in cui ha recitato, Edward Herrmann è stato doppiato da:
- Franco Zucca in Pete il galletto, The Skeptic - La casa maledetta, Saint Maybe, Law & Order - I due volti della giustizia (ep. 19x17), The Good Wife (ep. 2x04)
- Eugenio Marinelli in Una mamma per amica, Grey's Anatomy, Will & Grace, 30 Rock, Harry's Law
- Pietro Biondi in Law & Order - I due volti della giustizia (ep. 5x12, 9x20), Oz (st. 4), Il club degli imperatori
- Cesare Barbetti in Reds, Annie
- Dario Penne in Fuga d'inverno, 6 mogli e un papà
- Carlo Sabatini in Ragazzi perduti, Nata ieri
- Luciano De Ambrosis in Se mi amate..., CSI - Scena del crimine
- Paolo Lombardi in Homicide, Relative Strangers - Aiuto! Sono arrivati i miei
- Michele Gammino in Crossing Jordan, Supercuccioli a caccia di tesori
- Mario Zucca in Matrimonio per sbaglio, How I Met Your Mother
- Bruno Alessandro in Manuale d'infedeltà per uomini sposati, Perception
- Gianfranco Bellini ne Il temerario
- Teo Bellia in Gli Spostati di North Avenue
- Ferruccio Amendola in Alfred Hitchcock presenta
- Emilio Cappuccio in Posizioni compromettenti
- Renato Cortesi in Affari d'oro
- Oreste Rizzini in Overboard - Una coppia alla deriva
- Francesco Pannofino in Fantasma per amore
- Sergio Fiorentini in Richie Rich - Il più ricco del mondo
- Romano Malaspina in Gli intrighi del potere - Nixon
- Manlio De Angelis in Eroe per caso
- Dario De Grassi in The Practice - Professione avvocati
- Sandro Pellegrini in The Aviator
- Guido Ruberto in Down - Discesa infernale
- Enzo Avolio in Oz (ep. 6x01)
- Pietro Ubaldi in Prima ti sposo, poi ti rovino
- Renato Cecchetto in Factory Girl
- Angelo Nicotra in Bucky Larson: Born to Be a Star
- Mario Scarabelli in The Town That Dreaded Sundown
- Stefano Mondini in A Christmas Wish
- Renzo Stacchi in The Good Wife (st. 3-5)

Da doppiatore è stato sostituito da:
- Rodolfo Bianchi in The Wolf of Wall Street